# Georg Parma

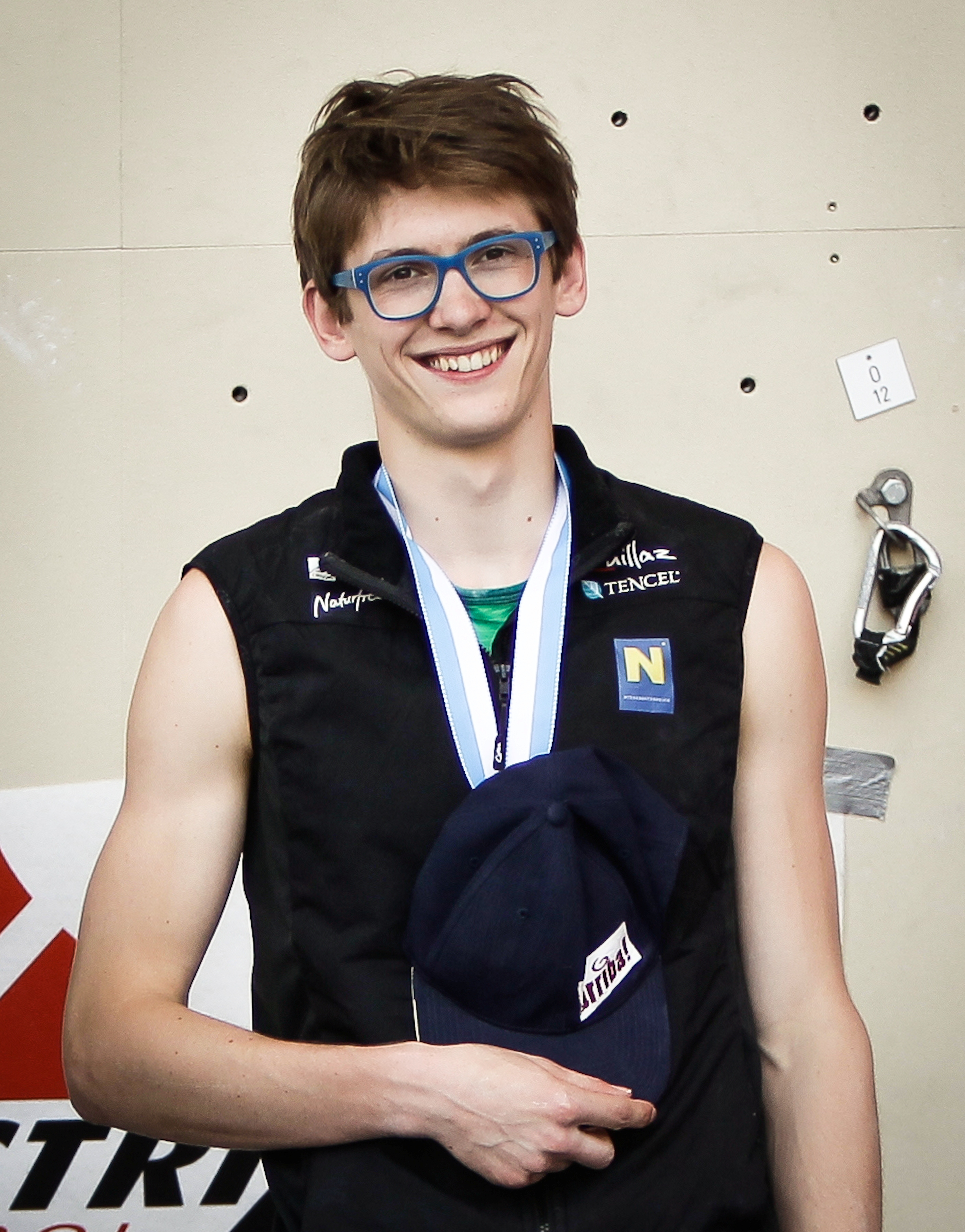
Georg Parma (2015)

Georg Parma (* 15. April 1997 in St. Pölten) ist ein österreichischer Sportkletterer mit nationalen und internationalen Erfolgen bei Boulder- und Vorstiegswettkämpfen sowie in der Kombination. Er ist amtierender Österreichischer Staatsmeister im Bouldern und Mitglied des Kletternationalteams als Teil des Olympiakaders.

## Leben

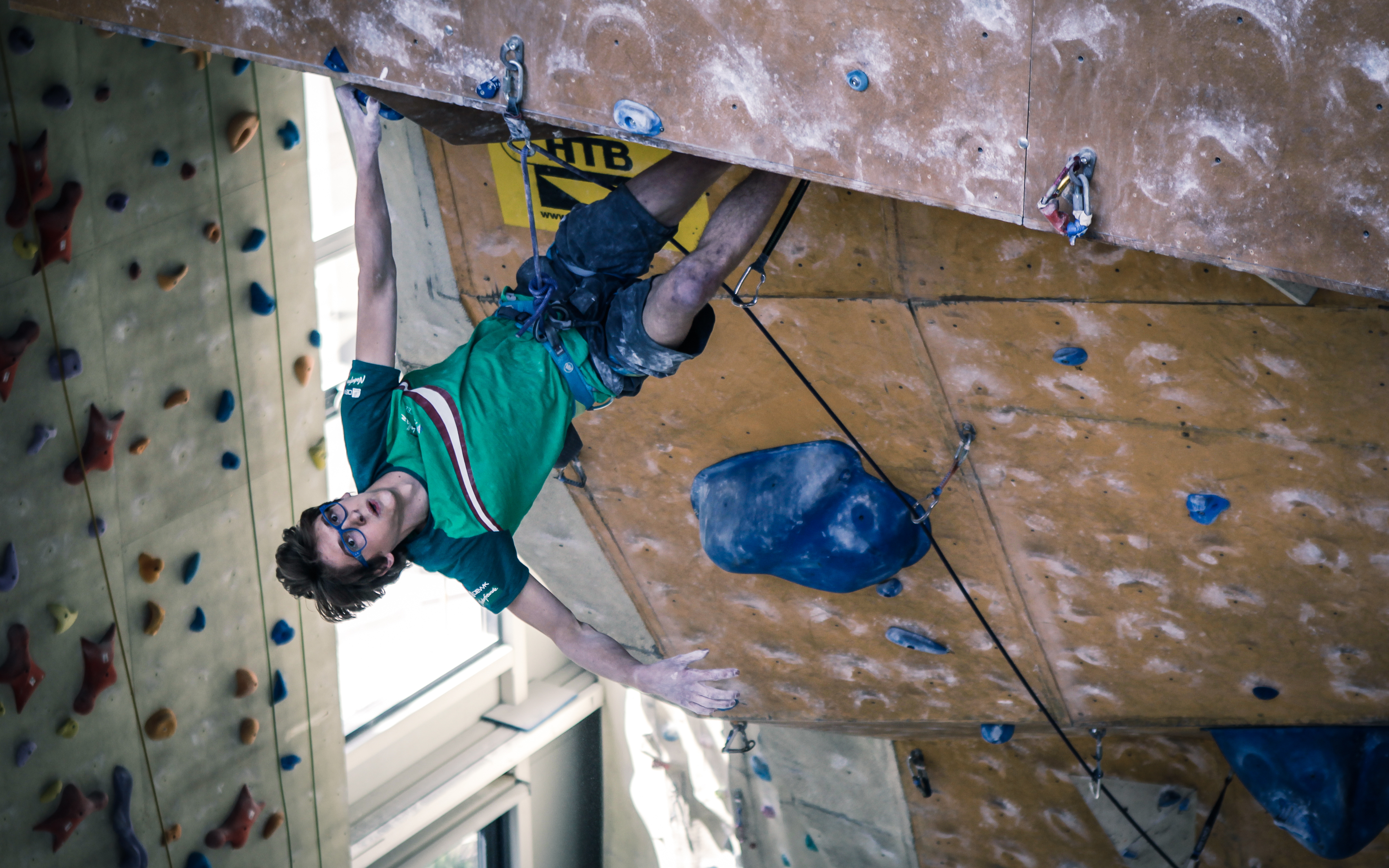
Georg Parma beim Jugendeuropacup im Vorstiegsklettern, Dornbirn 2015

Georg Parma lebt, studiert und trainiert in Graz. Im Alter von fünf Jahren begann er mit dem Klettern, von Beginn an von den Naturfreunden Eichgraben gefördert. Später stieß er zur Trainingsgruppe der Naturfreunde Niederösterreich. Nach Erfolgen bei Landesmeisterschaften und in den Schülerklassen des Bundesjuniorcups wurde er 2011 in das Jugend-Nationalteam einberufen. Es stellten sich rasch nationale und internationale Erfolge in den Jugendklassen ein, sowohl im Vorstiegsklettern als auch im Bouldern. Die Matura legte er 2016 im Oberstufenrealgymnasiums für Leistungssport SLSZ Wien West ab.
Im Jugendeuropacup gewann er die Gesamtwertung im Vorstiegsklettern sowohl im Jahr 2014 in der Klasse Jugend A als auch 2015 bei den Junioren.
Bei den Jugend-Weltmeisterschaften im Jahr 2012 holte er Bronze im Vorstiegsbewerb (Jugend B). Im gleichen Jahr erkletterte er Gold bei den Jugend-Europameisterschaften (Jugend B). 2014 konnte er diese Erfolge in der Klasse Jugend A wiederholen, wiederum mit Bronze bei den Jugend-Weltmeisterschaften und Gold bei den Jugend-Europameisterschaften, jeweils im Vorstieg.
Bei den nationalen Wettkämpfen in den Jugendklassen und bei den Junioren dominiert Georg Parma seit 2012, mit Gesamtsiegen im Austria-Cup sowohl im Vorstiegsklettern als auch im Bouldern in allen Jahren, nur im Jahr 2013 (Jugend A) musste er sich mit Silber in der Boulder-Gesamtwertung begnügen. Bei den Österreichischen Meisterschaften sicherte er sich seit 2012 zumindest einen Titel, 2015 gewann er Gold bei den Junioren sowohl im Vorstiegsklettern als auch im Bouldern.
In der allgemeinen Klasse der Herren ist Georg Parma seit 2013 regelmäßig bei Staatsmeisterschaften und im Austria-Cup am Podium vertreten. Gold und damit den Staatsmeistertitel errang er im Jahr 2015 im Vorstieg, sowie im Jahr 2018 im Bouldern.
Das erste Antreten in der Königsklasse des Klettersports, dem Kletterweltcup, erfolgte 2014. Seit 2016 ist er Teil des Nationalteams und nimmt regelmäßig an Weltcup-Veranstaltungen in der allgemeinen Klasse teil.
Parma ist aktiver Sportler des Heeressportzentrums des Österreichischen Bundesheers. Als Heeressportler trägt er derzeit den Dienstgrad Korporal.

## Sportliche Erfolge

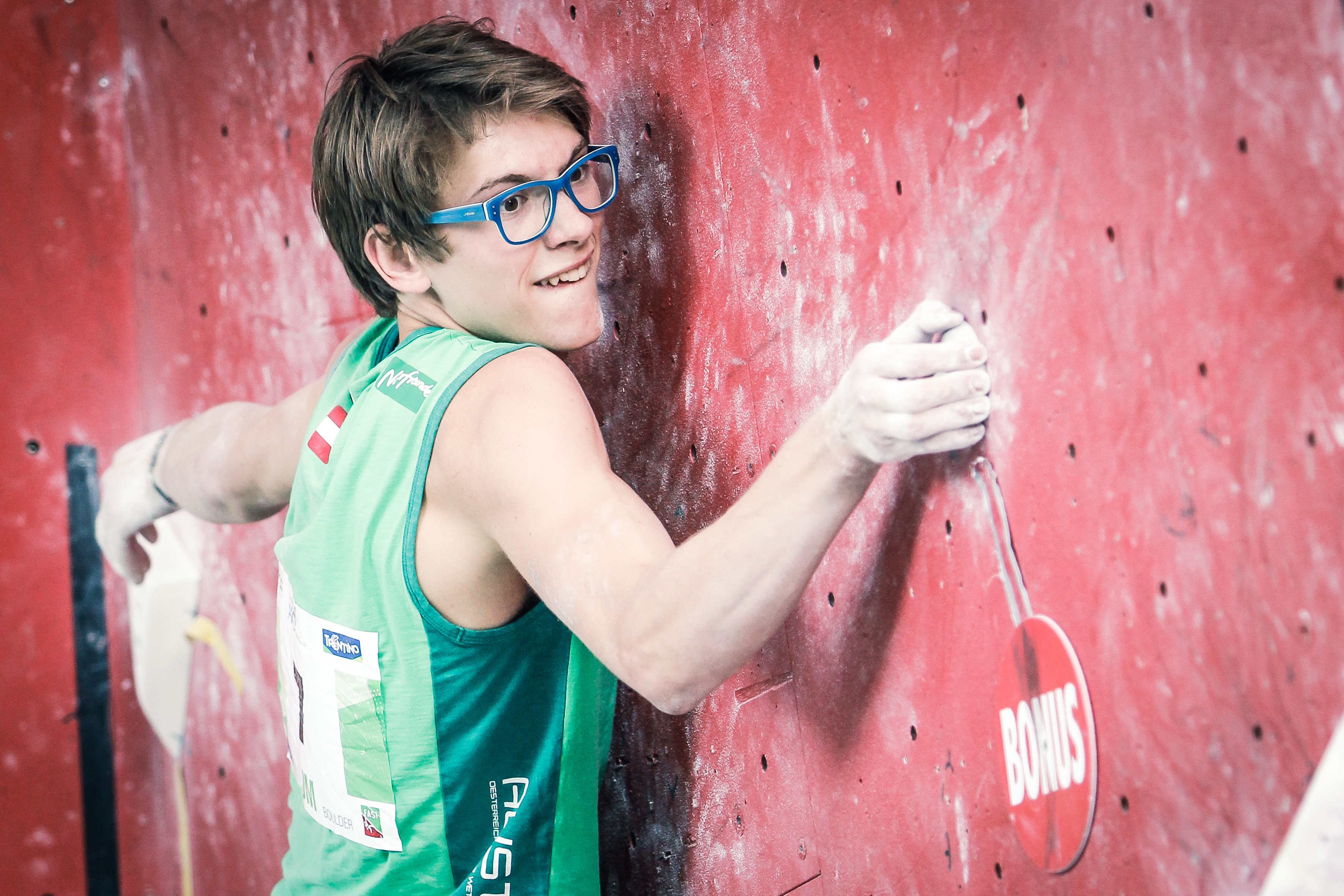
Georg Parma bei der Jugend-WM im Bouldern, Arco (IT) 2015

### National, Jugend und Junioren

#### Österreichische Meisterschaften Jugend und Junioren
|          | Jugend B | Jugend B | Jugend A | Jugend A | Junioren | Junioren |
|          | 2011     | 2012     | 2013     | 2014     | 2015     | 2016     |
| -------- | -------- | -------- | -------- | -------- | -------- | -------- |
| Vorstieg | 5        | 3        | 1        | 1        | 1        | -        |
| Bouldern | 6        | 1        | 2        | 3        | 1        | 1        |

#### Austria-Cup, Gesamtwertung Jugend und Junioren
|          | Jugend B | Jugend B | Jugend A | Jugend A | Junioren | Junioren |
|          | 2011     | 2012     | 2013     | 2014     | 2015     | 2016     |
| -------- | -------- | -------- | -------- | -------- | -------- | -------- |
| Vorstieg | 2        | 1        | 1        | 1        | 1        | 5        |
| Bouldern | 5        | 1        | 2        | 1        | 1        | 1        |

### National, Allgemeine Klasse Herren

#### Staatsmeisterschaften
|          | 2013 | 2014 | 2015 | 2016 | 2017 | 2018 |
| -------- | ---- | ---- | ---- | ---- | ---- | ---- |
| Vorstieg | 3    | 3    | 1    | -    | 3    | -    |
| Bouldern | 18   | 5    | 8    | 2    | 3    | 1    |

#### Austria-Cup, Gesamtwertung Herren
|          | 2014 | 2015 | 2016 |
| -------- | ---- | ---- | ---- |
| Vorstieg | 18   | 2    |      |
| Bouldern | 19   | 4    | 3    |

### International, Jugend und Junioren

#### Jugend- und Junioren-Weltmeisterschaften
|          | Jugend B | Jugend A | Jugend A | Junioren |
|          | 2012     | 2013     | 2014     | 2015     |
| -------- | -------- | -------- | -------- | -------- |
| Vorstieg | 3        | 7        | 3        | 10       |
| Bouldern | -        | -        | -        | 15       |

#### Jugend- und Junioren-Europameisterschaften
|          | Jugend B | Jugend A | Jugend A | Junioren |
|          | 2012     | 2013     | 2014     | 2015     |
| -------- | -------- | -------- | -------- | -------- |
| Vorstieg | 1        | 5        | 1        | 6        |
| Bouldern | -        | 10       | 4        | 18       |

#### Jugendeuropacup Gesamtwertung
|          | Jugend B | Jugend B | Jugend A | Jugend A | Junioren |
|          | 2011     | 2012     | 2013     | 2014     | 2015     |
| -------- | -------- | -------- | -------- | -------- | -------- |
| Vorstieg | 11       | 3        | 8        | 1        | 1        |
| Bouldern | -        | 4        | 15       | 13       | 9        |

### International, Allgemeine Klasse Herren

#### Europameisterschaften
|          | 2015 | 2017 |
| -------- | ---- | ---- |
| Vorstieg | 25   | 14   |
| Bouldern | 47   | 63   |
| Speed    |      | 28   |

#### IFSC Kletterweltcup
| Veranstaltung             | Datum      | Platzierung |
| ------------------------- | ---------- | ----------- |
| Vorstieg, Imst (AUT)      | 01.08.2014 | 23          |
| Vorstieg, Kranj (SLO)     | 15.11.2014 | 36          |
| Vorstieg, Chamonix (FRA)  | 10.07.2015 | 38          |
| Vorstieg, Imst (AUT)      | 31.07.2015 | 52          |
| Bouldern, München (GER)   | 14.08.2015 | 67          |
| Vorstieg, Kranj (SLO)     | 14.11.2015 | 28          |
| Bouldern, Meiringen (SUI) | 15.04.2016 | 51          |
| Bouldern, Innsbruck (AUT) | 20.05.2016 | 31          |